# Lanx von Bizerta

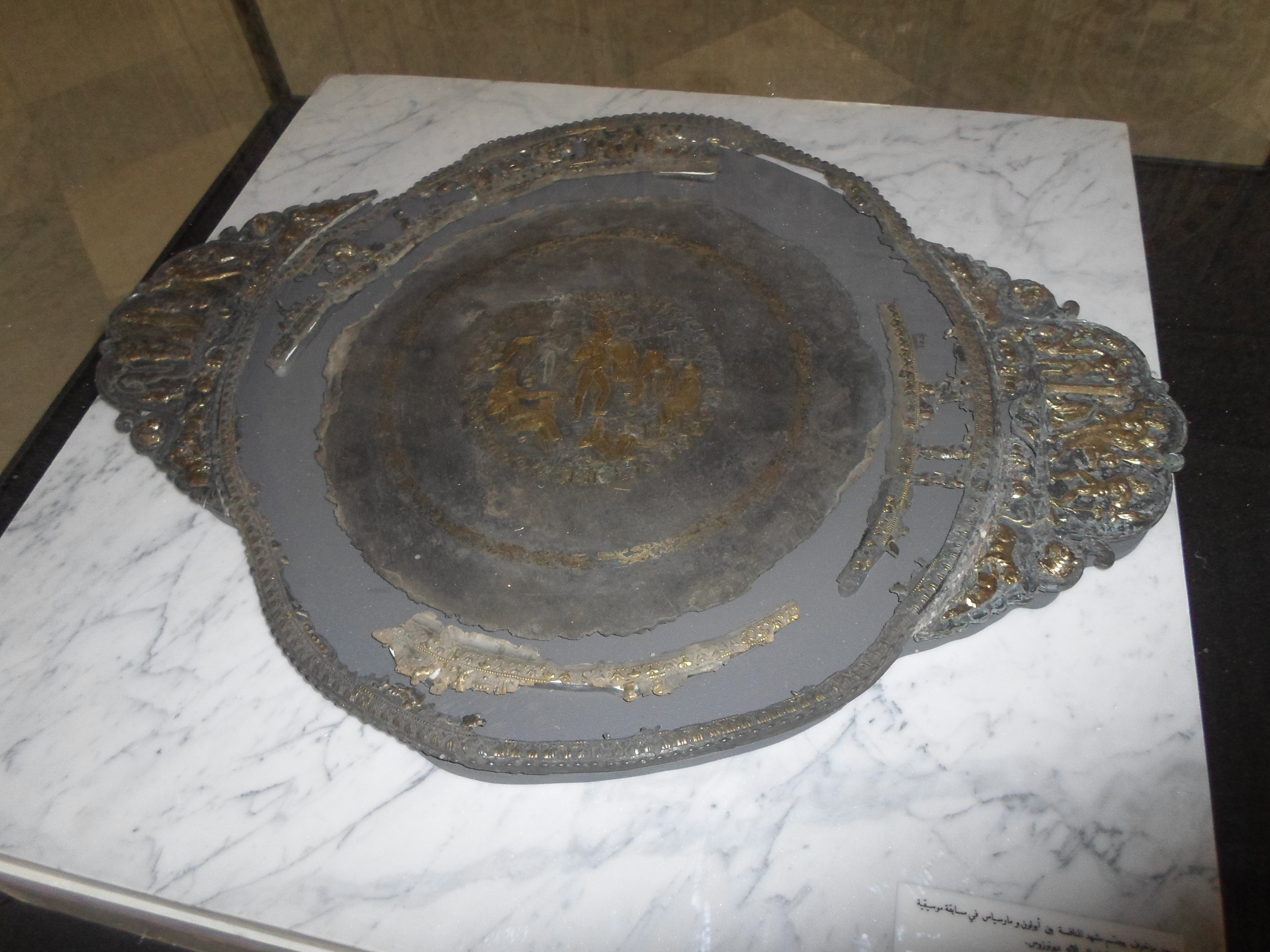
Die Lanx von Bizerta im Nationalmuseum von Bardo.

Die Lanx von Bizerta ist eine römische Auftrageplatte (Lanx) aus Silber, die im Jahr 1891 beim Bau eines Kanals in Bizerta in Tunesien gefunden  worden ist. Durch Einwirkung des Baggers wurde sie stark beschädigt. Das Stück wird im Nationalmuseum von Bardo aufbewahrt. Es wird in das dritte Viertel des 2. Jahrhunderts n. Chr. datiert.

## Beschreibung
Die größte Länge der Schale beträgt 92 cm, die Schale hat einen Durchmesser von etwa 65 cm, der Rest entfällt auf die beiden Handhaben. Im erhaltenen Zustand wog sie bei der Restaurierung noch 8,574 kg.
Thema des zentralen Mittelfeldes ist der Wettkampf zwischen Apollon und Marsyas. Die Figuren sind mit einer Goldplattierung akzentuiert. Neben dem den Aulos spielenden Marsyas ist sitzend Kybele  dargestellt, der stehende Apollo mit der Kithara ist an den Rand gerückt. Am oberen Rand des Mittelfeldes ist Athene dargestellt, rechts eine Muse und am unteren Rand Olympos, der Schüler des Marsyas. Das Mittelfeld wird von einem Band aus Rosetten und Lotosblüten gerahmt.
Um das Mittelfeld herum ziehen sich zwei Friese. Auf dem inneren sind Amoretten, Vögel, Leoparden, ein Greif, ein Wildschwein, ein Stier und Fruchtkörbe abgebildet. Der äußere, nur fragmentarisch erhaltene Fries zeigt Szenen aus ländlichen Heiligtümern, etwa eine Opferhandlung. Die beiden Griffplatten thematisieren das Leben des Dionysos.

## Herkunft und Verwendung
Für das Stück wurde eine Herkunft aus stadtrömischen Werkstätten erwogen. Im Rahmen der Esskultur im Römischen Reich haben kostbare Platten aus Edelmetall eine mehrfache Funktion. Sie können einen praktischen Zweck als Auftragegeschirr erfüllen oder bei Banketten repräsentativ ausgestellt werden. Die Themen eignen sich als Aufhänger für eine Unterhaltung bei Tisch, die Besitzer konnten dann auch ihre Bildung zeigen. Darüber hinaus stellte Silbergeschirr einen erheblichen Wert dar, der bei Bedarf relativ leicht zu transportieren war und auch wieder verkauft werden konnte.